# Guerras romano-etruscas
Las guerras romano-etruscas fueron una serie de guerras libradas entre la antigua Roma (durante el periodo tanto de monarquía como de república) y los etruscos, desde los primeros años de la historia de Roma. La información sobre muchas de estas guerras es muy limitada, particularmente sobre las sucedidas durante los primeros años de Roma, y en gran medida solo existe información proveniente de textos antiguos.

## Antes de la fundación de Roma
Según el mito de la fundación de Roma que explica Tito Livio, los etruscos, liderados por Mecencio y aliados con el rey Turno de los rútulos, atacaron a los latinos y a los troyanos exiliados, que estaban liderados por Latino y Eneas, respectivamente. Los latinos y los troyanos resultaron vencedores, y Turno murió en combate. La paz consiguiente estableció las bases según las cuales el río Tíber sería la frontera común entre los etruscos y los latinos.

## Fidenas y Veyes

### Primera guerra contra Fidenas y Veyes

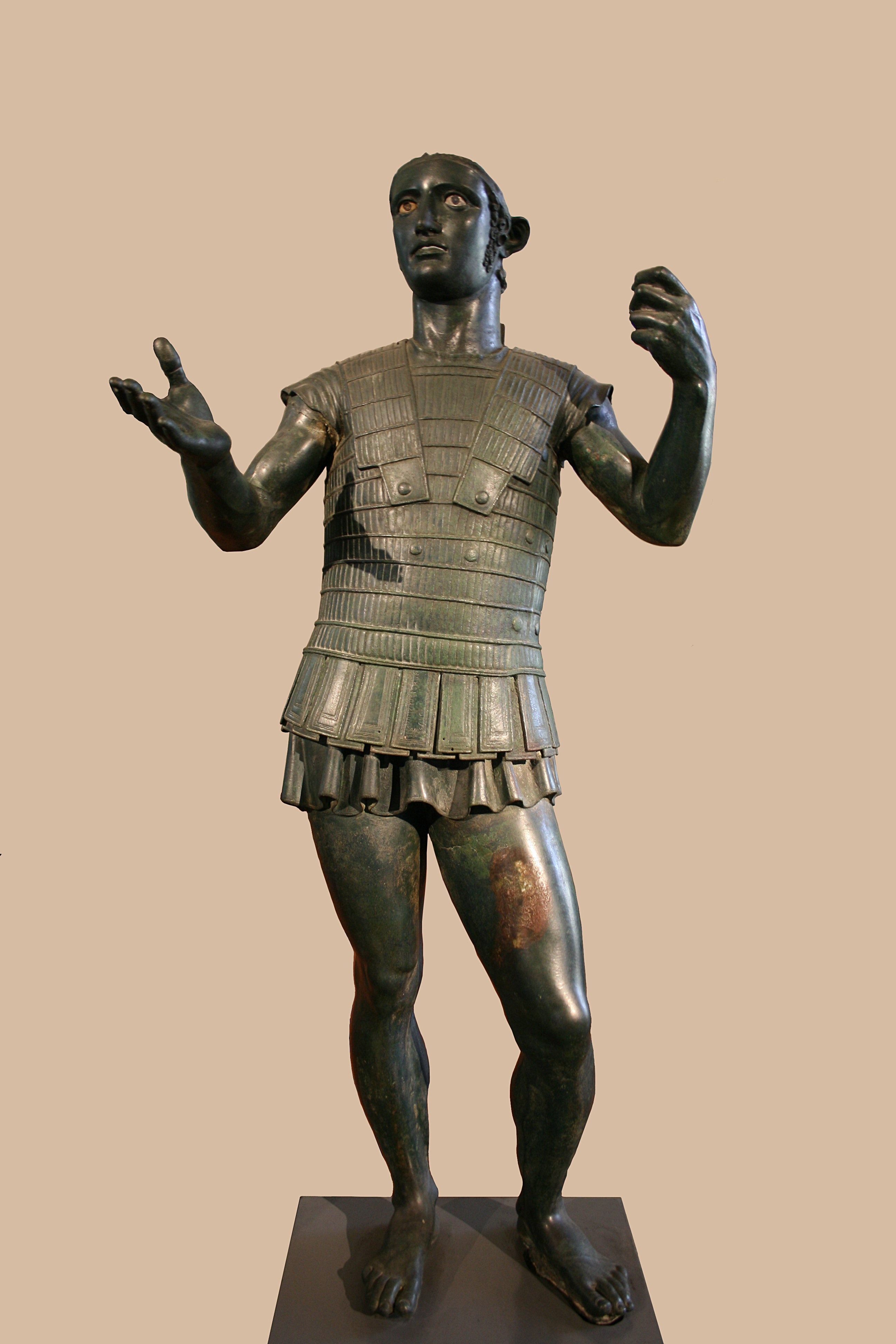
El Marte de Todi, escultura de bronce a escala real de un soldado realizando una ofrenda votiva (final del s. a. C. - comienzos del s. a. C.)

En el siglo VIII a. C., durante el reinado de Rómulo, el primer rey de Roma, la ciudad etrusca de Fidenas decidió atacar Roma para evitar que se convirtiera en una futura amenaza e inició el saqueo de su territorio. Para contraatacar, Rómulo marchó contra Fidenas y acampó en su frente. Preparó una emboscada en las cercanías de la ciudad y envió una buena parte del ejército a las puertas de Fidenas para hacer salir a los soldados enemigos. Ante el aparente desorden de las filas romanas, las tropas de Fidenas salieron a su encuentro y cayeron en la emboscada. Las fuerzas de Rómulo presionaron al ejército de la ciudad hasta las mismas puertas; la proximidad de los romanos impidió a Fidenas cerrarlas, lo que Roma aprovechó para ocuparla.
Los habitantes de Veyes se preocuparon por la situación desencadenada en Fidenas, tanto por su proximidad a Veyes como por su relación de consanguinidad con la gente de Fidenas, que también eran etruscos, motivo por el cual iniciaron una incursión en el territorio romano. Tras saquearlo, volvieron a Veyes con el botín conseguido. En ese momento, Rómulo y el ejército romano marcharon hasta las puertas de la ciudad etrusca y combatieron al ejército de Veyes delante de las murallas de la ciudad. Los romanos lograron la victoria y obligaron a sus habitantes a recluirse en la ciudad. Como en aquel momento los romanos no tenían la fuerza suficiente para asediar la ciudad, decidieron arrasar su territorio. Los habitantes de Veyes intentaron negociar y finalmente se acordó un tratado de paz que debía durar cien años, que también incluyó la cesión de ciertos territorios a los romanos. En la segunda guerra contra Fidenas y Veyes, durante el siglo VII a. C., Livio describe Fidenas como una colonia romana.

### Segunda guerra contra Fidenas y Veyes
En el siglo VII a. C., durante el reinado del tercer rey de Roma, Tulo Hostilio, las tropas de Fidenas y Veyes volvieron a marchar contra Roma. Según Livio, fueron incitados a la guerra por Mecio Fufecio, rey de Alba Longa, el cual había sido derrotado anteriormente por Roma y se había convertido en su vasallo.
Fidenas se rebeló abiertamente contra Roma. Tulo hizo venir a Mecio y su ejército desde Alba Longa y, junto con el ejército romano, se dirigieron hacia la ciudad etrusca. El ejército combinado de romanos y albanos cruzó el Aniene y acampó cerca de la confluencia entre este río y el Tíber. El ejército de Veyes, mientras tanto, también cruzó el Tíber y, junto con el de Fidenas, formó una línea de batalla cerca del río; las tropas de Veyes situadas junto al río, y las de Fidenas al borde de las montañas. El ejército albano-romano se situó frente a ellos: los romanos ante el ejército de Veyes, y los albanos ante el de Fidenas.
Cuando comenzó la batalla, sin embargo, Mecio y los albanos comenzaron a desplazarse hacia las montañas, con la intención de desertar. Tulio habló con sus soldados, asegurándoles que el movimiento de los albanos estaba motivado por órdenes precisas suyas. Las tropas de Fidenas, que ya era una colonia romana, entendían el latín, por lo que comprendieron lo que Tulio le dijo a sus soldados y tuvieron miedo de que el ejército de Alba Longa cargara después desde las montañas por la retaguardia. Según Livio, abandonaron el campo de batalla y los romanos se dirigieron contra las tropas de Veyes.

## Guerra contra Veyes y los etruscos
En el siglo VI a. C., según Livio, el sexto rey de Roma, Servio Tulio, fue a la guerra contra Veyes, después de que expirara una tregua anterior, y contra los etruscos. De este conflicto se sabe muy poco, excepto que el rey era reconocido por su valor y su buena suerte, que se enfrentó a un gran ejército formado por tropas etruscas y de Veyes, y que la guerra le ayudó a fundamentar su posición en Roma, en donde no hacía mucho que reinaba. Según los fasti triunfales, Servio celebró tres triunfos sobre los etruscos, incluyendo uno del 25 de noviembre del 571 a. C. y otro del 25 de mayo del 567 a. C.
Livio escribe que durante el reinado de su sucesor, Tarquinio el Soberbio, Roma renovó el tratado con los etruscos. Se desconoce cuál fue el tratado de paz anterior que se renovó.

## Roma contra Tarquinia

### Guerra contra Veyes y Tarquinia (509a.C.)
En el 509 a. C. la monarquía romana fue derrocada y comenzó la República romana, que ese mismo año elegiría a sus primeros cónsules. El rey depuesto, Tarquinio el Soberbio, cuya familia provenía de Tarquinia, en Etruria, consiguió el apoyo de las ciudades de Veyes y Tarquinia, recordándoles a los primeros sus derrotas militares pasadas y las tierras perdidas ante Roma, sin olvidar sus lazos familiares. Los ejércitos de ambas ciudades siguieron a Tarquinio en la batalla, pero fueron derrotados por el ejército romano en la batalla de la Selva Arsia. El cónsul Valerio se apoderó de un gran botín proveniente de los etruscos derrotados y volvió a Roma, donde celebró su triunfo el 1 de marzo del 509 a. C.
Livio escribe que más tarde, ese mismo año, Valerio volvió a luchar con el ejército de Veyes. No se puede precisar si este combate fue una continuación de la batalla de la selva Arsia o bien fue una disputa diferente. Tampoco se sabe cuándo tuvo lugar esta disputa.

### Guerra contraClusium(508a.C.)

Plano animado de la batalla

Tarquinio, incapaz de recuperar el trono utilizando las tropas de Tarquinia y Veyes, solicitó en el 508 a. C la colaboración de Lars Porsena, rey de la ciudad etrusca de Clusium. En ese momento Clusium era una de las ciudades más importantes del mundo etrusco.
El Senado romano se enteró de la aproximación del ejército de Porsena y temió por la posibilidad de que el pueblo de Roma se asustara y permitiera la entrada de los enemigos en la ciudad. Según esto, el Senado tomó una serie de medidas para fortalecer la resolución del pueblo llano, que incluían la compra de grano a Volscos y a Cumas, nacionalización de las licencias para la venta de sal y eximió a las clases más bajas de pagar impuestos y obligaciones aduaneras en el puerto. Estas medidas tuvieron el éxito esperado, y la moral del pueblo se volvió contra el enemigo.
Porsena y su ejército atacaron Roma. Mientras sus tropas se dirigían hacia el puente Sublicio, uno de los pasos sobre el Tíber que permitía entrar en la ciudad, Horacio Cocles cruzó la construcción para retrasar al enemigo y permitir a los romanos destruir el puente. Allí se unieron Tito Herminio Aquilino y Espurio Larcio. Herminio y Larcio se retiraron cuando el puente ya estaba prácticamente destruido. Horacio esperó hasta que el puente cayera, y luego atravesó el río nadando bajo el fuego enemigo. Se erigió una estatua en honor a Horacio en el Comitium, y además el mítico héroe fue obsequiado con tierras pagadas por el estado y otros reconocimientos individuales.
Como el ataque no había salido tal como se esperaba, Porsena decidió sitiar la ciudad. Dispuso una tropa en el Janículo para bloquear el transporte fluvial y envió partidas para saquear los campos que rodeaban la ciudad.
Durante el asedio, el cónsul Valerio Publícola consiguió eliminar un grupo del ejército de Clusium con un rebaño de ganado que hizo salir por la puerta Esquilina. Se ordenó a Tito Herminio que esperara en la vía Gabinia, a dos millas de Roma; Espurio Larcio dirigía un grupo al interior de la puerta Colina; el cónsul Tito Lucrecio Triciptino esperaba con más tropas en la puerta Nevia; mientras que el mismo Valerio dirigía un destacamento que tenía que bajar por Celio. La emboscada salió como se esperaba y el destacamento clusio fue aniquilado.
El asedio, sin embargo, continuó. Tras la aprobación del Senado, un joven romano llamado Mucio Escévola entró de incógnito en el campamento etrusco, con el objetivo de asesinar a Porsena. Sin embargo, cuando Mucio estaba cerca del rey, no pudo diferenciarlo de su secretario, a quien mató en lugar del monarca. Mucio fue capturado por los etruscos, quienes lo llevaron ante Porsena. El joven romano declaró su identidad y cuál era el objetivo de la entrada al campamento. Alegó que él solo era el primero de trescientos jóvenes romanos enviados para poner fin a la vida del rey. Para demostrar su valor, Mucio puso la mano en una de las hogueras del campamento etrusco, lo que le valió desde entonces, para él mismo y sus descendientes, el apellido de Scaevola (manco). Mucio también se ganó tierras estatales al margen derecho del Tíber, una zona que posteriormente sería conocida como la Mucio Prata ("prados de Mucio"). Porsena, sorprendido por la valentía del joven, lo liberó del campamento para que pudiera regresar a Roma.

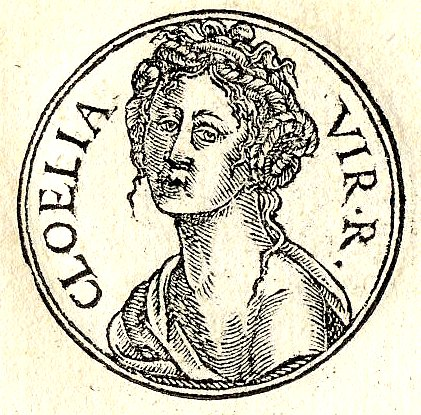
Representación del siglo XVI de Clelia

En este punto, según Livio, Porsena envió embajadores a Roma para ofrecer un tratado de paz. Porsena pedía que Tarquinio fuera restaurado en el trono de Roma, pero los romanos se negaron. Sin embargo, los romanos aceptaron devolver a Veyes las tierras que habían ocupado durante las guerras anteriores, así como la entrega de algunos rehenes romanos, a cambio de la retirada de las tropas etrusca situadas en el Janículo.
Así se acordó firmar la paz y se enviaron varios rehenes a Porsena. Uno de estos rehenes fue una chica joven llamada Clelia, que, al frente de un grupo de vírgenes romanas, abandonó el campamento etrusco y volvió a Roma. Cuando Porsena pidió que fuera devuelta, los romanos se la volvieron a enviar. Cuando llegó, sin embargo, sorprendido por la valentía de la joven, el rey etrusco le permitió escoger entre todos los rehenes la mitad que sería liberada. Entonces Clelia escogió a los chicos jóvenes, que volvieron a Roma. Por este motivo Roma honró a Clelia con una estatua en lo alto de la vía Sacra, montada a caballo, como un équites, honor muy poco habitual para una mujer romana.
Livio explica que, aunque durante su época, las subastas públicas de bienes en Roma, se referían tradicionalmente como ventas de bienes del rey Porsena, esto se asociaba de alguna manera con la guerra contra Clusium. Concluye que, probablemente, este hecho estaba relacionado con la retirada de Porsena de Roma, cuando dejó sus provisiones atrás como un obsequio para la ciudad.
Livio también escribe que, tras la guerra, varios soldados etruscos volvieron a Roma buscando refugio tras la guerra entre Clusium y Aricia, y que muchos de estos etruscos se habían establecido en Roma, donde se les garantizó un espacio para vivir, que pasó a conocerse como el Vicus Tuscus.
En el 507 a. C., Porsena volvió a enviar embajadores al Senado romano, pidiendo que restauraran la monarquía con Tarquinio en el trono. Los legados que Roma envió como respuesta hicieron saber a Porsena que los romanos nunca readmitirían a Tarquinio, y que el monarca etrusco haría bien en respetar la voluntad del pueblo romano y dejar de pedir su readmisión. Porsena lo aceptó y pidió a Tarquinio que continuara su exilio en otra población que no fuera Clusium. Así, Porsena también devolvió los rehenes romanos y las tierras de Veyes que Roma había aportado en el tratado de paz.

## Guerra entre Roma y los sabinos (505-504a.C.)
Entre el 505 a. C. y el 504 a. C. hubo una guerra entre los romanos y los sabinos. Aunque Livio no hace ninguna referencia a la participación de los etruscos, los fasti triunfales explican que el cónsul Publio Valerio Publícola celebró el triunfo sobre los sabinos y Veyes en mayo del 504 a. C.

## La guerra fabia contra Veyes (483-476a.C.)

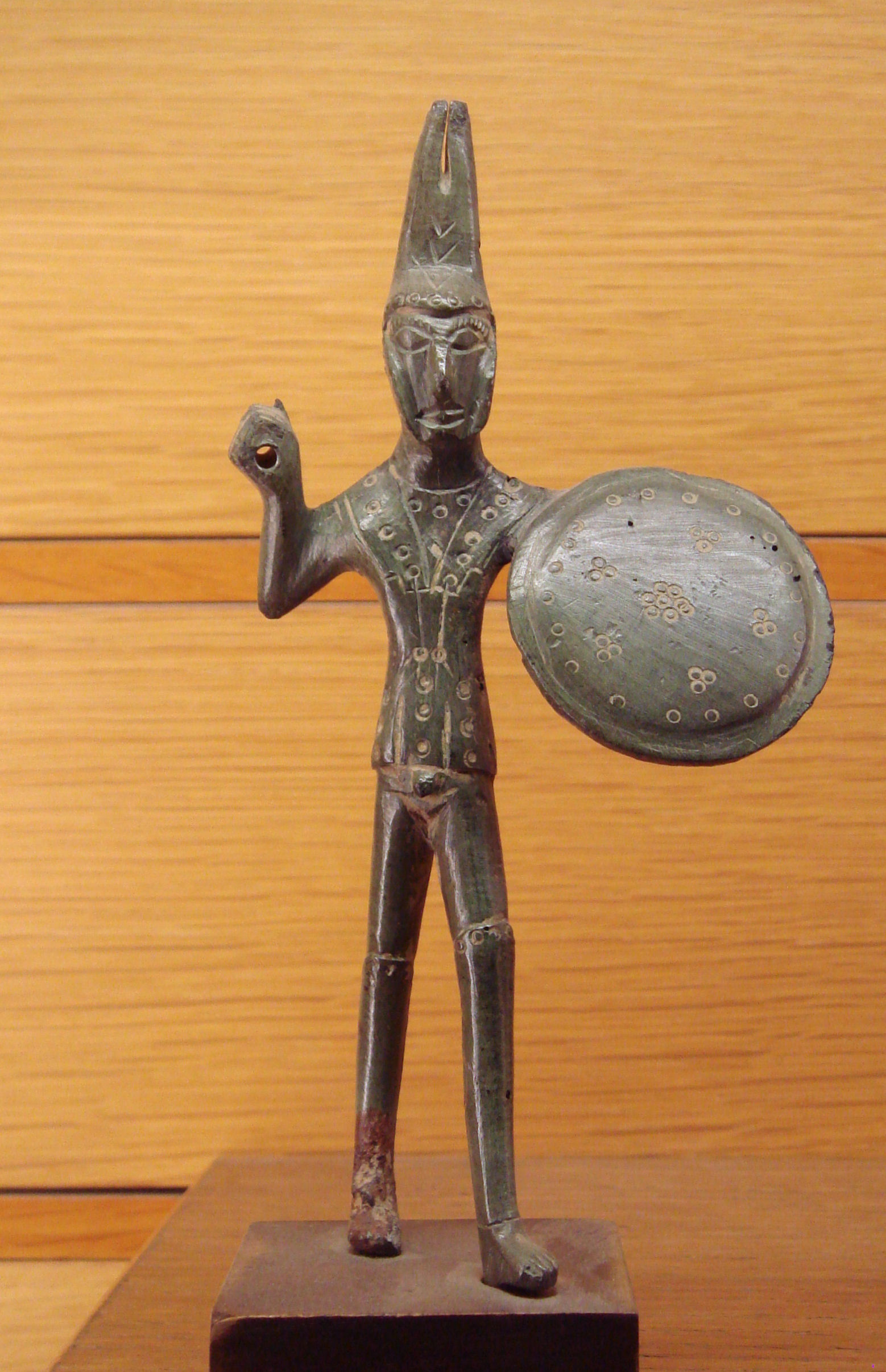
Escultura de un soldado etrusco encontrada cerca de Viterbo. Esá datada en el 500 a. C.

Entre los años 483 y 476 a. C., Veyes llevó a cabo una nueva guerra contra Roma, asistidos por auxiliares etruscos. Por parte de Roma, los miembros de la gens Fabia lograron mucha prominencia, lo que convirtió la guerra casi en un conflicto personal entre esta familia y las tropas de Veyes. Finalmente, Roma consiguió imponerse.
Livio sugiere que, durante el primer año del conflicto, los romanos no prestaron mucha atención, principalmente porque su propia fuerza era más que suficiente para acabar ganando la guerra, y estaban más preocupados por conflictos internos. Sin embargo, el ejército de Veyes entró en territorio romano en el 482 a. C. y saqueó los campos de cultivo. También explica que las tropas de Veyes llegaron a amenazar con sitiar la misma ciudad de Roma el 481 a. C., pero el mando de las tropas romanas fue entregado al cónsul Cesón Fabio Vibulano y no pasó nada destacable ese año.
El 480 a. C., Roma sufrió un importante conflicto interno, lo que motivó Veyes a ocupar buena parte del campo romano, con la esperanza de romper el poder de la ciudad. En este esfuerzo recibieron el apoyo de fuerzas procedentes de diversas ciudades etruscas.
Los cónsules Marco Fabio Vibulano y Cneo Manlio Cincinato, preocupados por la falta de disciplina de los soldados romanos durante los últimos años, intentaron mantenerlos alejados de los combates, hasta que las repetidas provocaciones de la caballería etrusca los obligaron a hacerlo. Antes de ordenar el ataque, Fabio exigió a aquellos de sus soldados que parecían más dispuestos al combate que juraran volver victoriosos. Una vez iniciado, los soldados romanos lucharon con gran valentía, sobre todo después de que Quinto Fabio Vibulano, hermano del cónsul, falleciera en combate. Manlio, que comandaba el ala opuesta, resultó gravemente herido y se tuvo que retirar de la primera línea. Cuando sus hombres comenzaron a retirarse en desbandada, Marco Fabio apareció para evitarlo, asegurándoles que su cabecilla no estaba muerto. Finalmente, Manlio apareció para dar confianza a sus hombres.
Los etruscos aprovecharon una pausa en los combates para atacar el campamento romano y rompieron las defensas de las reservas. Sin embargo, cuando los cónsules supieron que estaban atacando su campamento, se desplazaron hasta allí, siendo Manlio el primero que bloqueó las salidas y rodeó a los etruscos. Desesperados por huir, los etruscos asaltaron las posiciones del cónsul; en un primer momento, el fuego romano evitó la fuga de los etruscos, pero una carga final superó a los hombres de Manlio, que cayó mortalmente herido. Las tropas romanas volvieron a entrar en pánico, pero uno de los oficiales del cónsul caído retiró su cuerpo y dejó un camino para que los etruscos pudieran huir, lo que permitió a Fabio eliminarlos mientras escapaban.
Aunque la batalla fue una victoria muy importante para Fabio, la pérdida de su hermano y la de su compañero fue un fuerte revés, por lo que rechazó el triunfo que le ofreció el Senado romano.

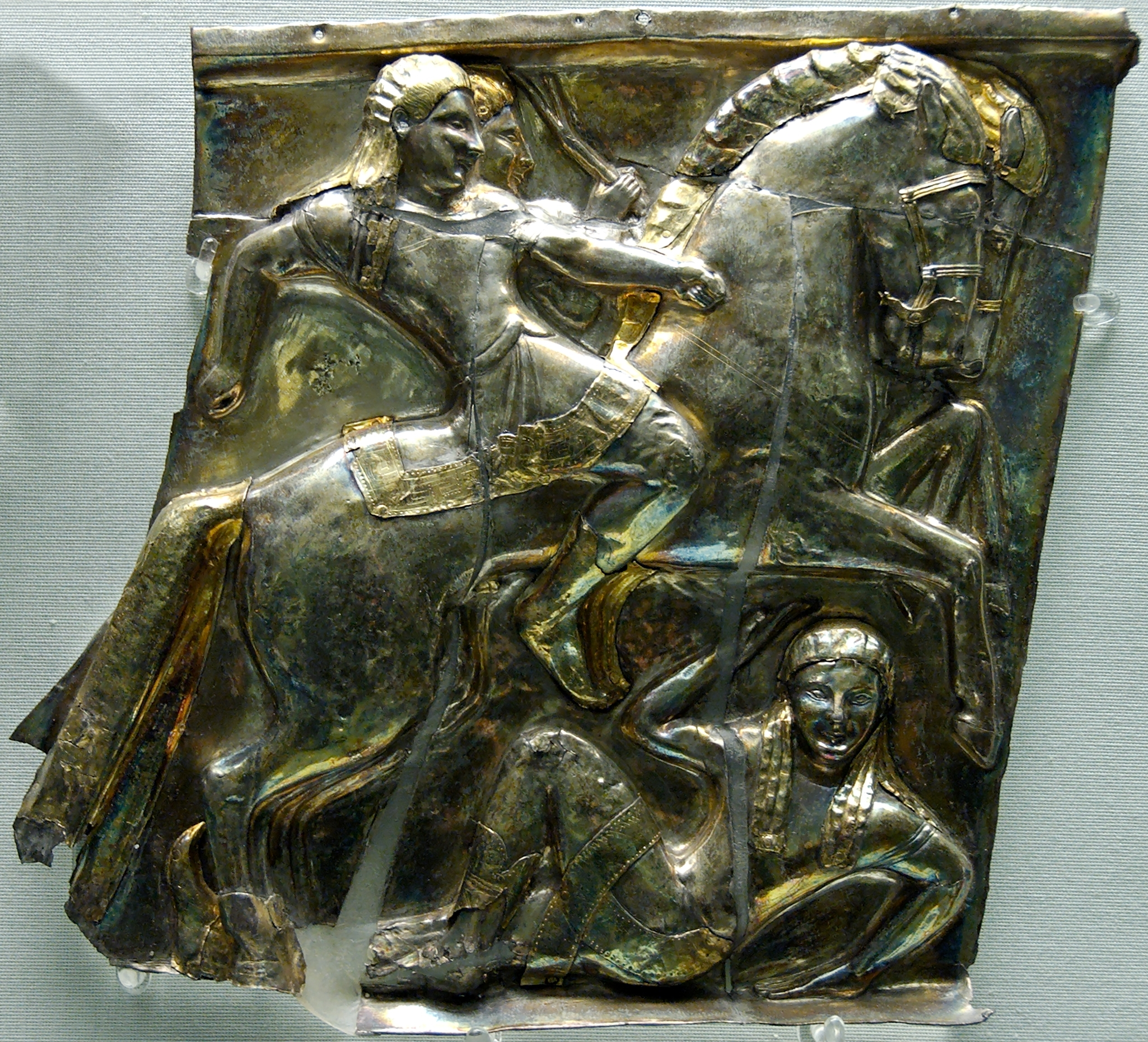
Dos jinetes etruscos y un hombre caído (540 a. C. - 520 a. C.), panel de plata encontrado en 1812 en una tumba en Castel San Marino, cerca de Perugia

El 479 a. C., la guerra con Veyes fue asignada al cónsul Tito Verginio Tricosto Rútilo, mientras que su compañero, el cónsul Cesón Fabio Vibulano, combatía una incursión de los ecuos. Verginio, que se precipitó demasiado, casi fue aniquilado con todo su ejército, y se salvó por la llegada de Cesón Fabio con su ejército, que había derrotado a los ecuos previamente.
Ese mismo año la gens Fabia se dirigió al Senado proponiendo que solo ellos gestionaran las cuestiones militares y financieras de la guerra contra Veyes. El Senado se mostró de acuerdo, con agradecimiento, y el gentío exclamó el nombre de los Fabia. Al día siguiente, los Fabia se armaron y 306 hombres, incluyendo el cónsul, marcharon a través de Roma y salieron por la puerta Carmentalia. Se dirigieron al norte y establecieron su campamento junto al río Crémera y lo fortificaron.
En el 478 a. C., los Fabia lograron penetrar en territorio de Veyes. Sin embargo, las tropas de esta ciudad levantaron un ejército de etruscos que atacó el campamento romano del Crémera. Para levantar el asedio se tuvo que desplazar un ejército romano liderado por el cónsul Lucio Emilio Mamerco; una carga de caballería romana obligó que el ejército de Veyes se retirase hacia Saxa Rubra, donde posteriormente pidió la paz.
En el 477 a. C. las hostilidades afloraron de nuevo y los combates aumentaron, con incursiones de los Fabia en Veyes y viceversa. Las tropas de Veyes prepararon una emboscada, que dio como resultado la Batalla del Crémera, probablemente el 18 de julio de 477 a. C. El resultado supuso la victoria del ejército de Veyes y la muerte de todos los Fabia. Solo sobrevivió Quinto Fabio Vibulano, porque era demasiado joven para participar en batallas, y por tanto se quedó en Roma.
Tras saberse las noticias de una derrota tan importante, el Senado romano envió un ejército comandado por el cónsul Tito Menenio Lanato, pero también fueron derrotados. Entonces las tropas de Veyes se dirigieron hacia Roma y ocuparon el Janículo. El Senado pidió a otro cónsul, Cayo Horacio Pulvilo, que estaba luchando contra los volscos, que volviera para enfrentarse a los etruscos. Hubo dos batallas decisivas contra el ejército de Veyes, la primera cerca del templo de Spes, junto a la puerta Maggiore, y la segunda en la puerta Colina. Finalmente, los soldados de Veyes se retiraron de Roma y se dedicaron a saquear los campos romanos, hasta que fueron derrotados por Roma al año siguiente.

## Combates en Sutri, Nepi y cerca de Tarquinia (389-386a.C.)

### La visión clásica

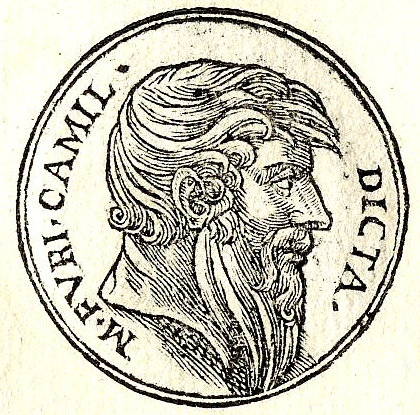
Representación del siglo de Marco Furio Camilo

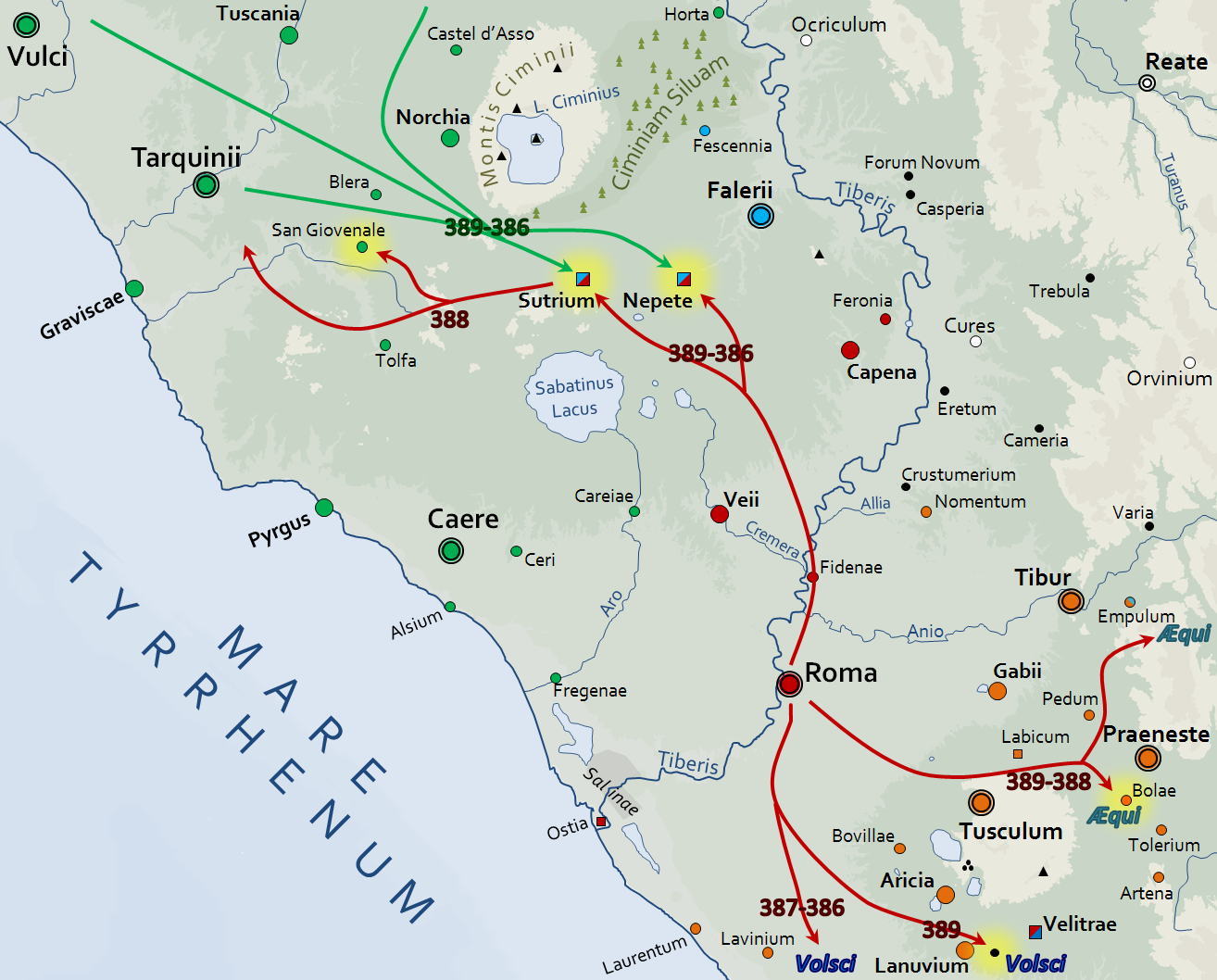
Mapa de las campañas romano-etruscas de la década del 380 a. C.

En el 390 a. C., una banda gala derrotó por primera vez al ejército romano en la batalla de Alia y saqueó Roma al año siguiente. Los escritores antiguos relatan que, en el 389 a. C., los etruscos, los volscos y los ecuos juntaron a sus ejércitos en un intento de aprovecharse del caos en Roma. Según Livio, líderes de toda la Etruria se reunieron en el santuario sagrado de Voltumna para formar una alianza contra Roma. Cercados por amenazas provenientes de todos los flancos, los romanos nombraron a Marco Furio Camilo dictador. Camilo marchó primero contra los volscos, dejando, según Livio, una fuerza bajo el mando del tribuno consular, Lucio Emilio Mamercino, en el territorio de Veyes para protegerlo de los etruscos. En el transcurso de la campaña, Camilo infligió derrotas acaudaladas a los volscos y ecuos y finalmente pudo volver a los etruscos.
Livio, Plutarco y, de forma más sucinta, Diodoro Sículo narran la guerra entre romanos y etruscos de manera muy similar. Mientras Camilo estaba fuera luchando contra los volscos, los etruscos rodearon la ciudad de Sutri, aliada de Roma. Los sutrianos fueron a Roma a pedir la ayuda y Camilo, habiendo derrotado a los volscos y ecuos, marchó para liberarla, pero, antes de que la ayuda pudiera llegar, la ciudad fue forzada a rendirse a condición de que sus habitantes abandonaran sus armas y se quedaran solo con la ropa que tenían puesta. Encontrado a los sitianos exiliados, el mismo día Camilo ordenó dejar atrás su caravana y marchó rápidamente hasta Sutri, donde encontró al enemigo disperso y ocupado con el saqueo de la ciudad. Camilo ordenó que todas las puertas fueran cerradas y atacó antes de que los etruscos pudieran concentrar sus fuerzas. Los etruscos, ahora presos, intentaron luchar, pero cuando supieron que sus vidas podrían ser ahorradas, se rindieron en masa. Sutri obtuvo así la distinción de haber sido capturada dos veces el mismo día. Lívio proporciona un relato de la cantidad de espolones tomados. Habiendo vencido tres guerras simultáneas, Camilo volvió a Roma en triunfo. Los prisioneros etruscos fueron vendidos públicamente y, después de que el oro debido a las matronas romanas fue pagado (ellas habían contribuido con el rescate pagado por Roma a los galos), sobró lo suficiente para moldear tres cuencas doradas inscritas con el nombre de Camilo y colocadas en el Templo de Júpiter Óptimo Máximo ante los pies de la estatua de Juno.
Lívio es la única fuente escrita para los siguientes años. Él cuenta que, en el 388 a. C., un ejército romano invadió el territorio de Tarquinia y capturó las ciudades de Cortuosa y Contenebra. La primera fue tomada por sorpresa y cayó en el primer asalto. En Contenebra, una pequeña tropa intentó resistir, pero sucumbió después de algunos días.
En el 387 a. C., surgieron rumores en Roma de que Etruria se había armado y los romanos nuevamente se volvían a Camilo, que era uno de los seis tribunos consulares elegidos para el año 386 a. C., pero Camilo fue distraído por las noticias de que los volscos habían invadido el territorio de un aliado romano. Con Camilo ocupado, los etruscos atacaron las fortalezas fronterizas de Nepi y Sutri. Pero Camilo rápidamente derrotó a los volscos y formó un segundo ejército en Roma. Camilo y su compañero, Publio Valerio Potito Publícola recibieron el mando de este segundo ejército y la guerra contra los etruscos. Cuando Camilo y Valerio llegaron a Sutri, los etruscos ya habían tomado la mitad de la ciudad y los sutrianos estaban defendiendo como podían el resto en una lucha urbana. Camilo dividió su ejército en dos y ordenó que su compañero atacara la muralla del lado dominado por el enemigo. Los estruscos, que fueron atacados tanto desde dentro como desde fuera de la ciudad, huyeron despavoridos, dejando aun así numerosos muertos. Después de haber recapturado Sutri, los romanos marcharon hacia Nepi, que ya se había rendido a los etruscos después de la traición de uno de sus propios ciudadanos. Camilo intentó convencer a los habitantes de Nepi a expulsar a los etruscos. Cuando se negaron, capturó la ciudad. Ejecutaron a los etruscos y a quienes los defendieron, y dejaron una guarnición romana para proteger la ciudad. Después de la victoria, no hay relatos de ningún otr conflicto entre etruscos y romanos hasta el 358 a. C., cuando Roma nuevamente entró en guerra contra Tarquinia.

### Interpretaciones modernas

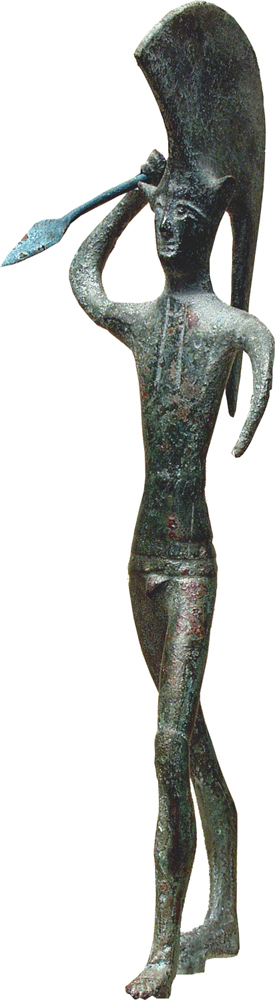
Estatuilla de bronce representando a un guerrero etrusco. Datada del siglo a. C.

Las fuentes frecuentemente se refieren a encuentros de la Liga Etrusca en el templo sagrado de Voltumna. La liga aún existía en el Imperio romano, cuando se relata un encuentro cerca de Volsinii, que pudo haber sido el lugar de otro encuentro en el siglo IV. Sin embargo, los historiadores modernos consideran que la Liga Etrusca no era más que una organización religiosa dedicada a la celebración de los rituales comunes a todos los etruscos y no una alianza militar. Los registros romanos y otras fuentes parecen describir una Etruria desunida, dividida entre varias ciudades-estado rivales. Las referencias a una Etruria unida contra Roma deben ser, por lo tanto, consideradas como no históricas. Los registros romanos originales probablemente afirmaban que habría habido combates contra los etruscos, sin especificar la ciudad. Los historiadores posteriores habrían ampliado a partir de ahí con el objetivo de incluir toda la Etruria, incluyendo encuentros plausibles, pero ficticios, de la Liga Etrusca.
Las muchas similitudes entre los relatos de las campañas del 389 a. C. y el 386 a. C. (el liderazgo de Camilo, la victoria sobre los Volsco y la marcha para ayudar a Sutrio) ha hecho que diversos autores modernos consideren el relato duplicado. Este fue el punto de vista de Karl Julius Beloch, que defiende que el saqueo de los galos tuvo un efecto severo y duradero en el destino de Roma. De la misma forma, las increíbles victorias de Camilo contra etruscos y Volscos deben ser invenciones diseñadas para minimizar la escala de la derrota romana. Diferentes escritores posteriores trataron estas victorias inventadas de maneras diferentes, fechándolas en años distintos y con diferentes niveles de detalle, hasta que, en la obra de Livio, surgieron como eventos separados, pero, en última instancia, no históricos.
Cornell cree que el saque galo de Roma fue un revés del que la ciudad rápidamente se recuperó y ve las victorias romanas posteriores como la continuación de una agresiva política expansionista iniciada en la década del 420 a. C. Los relatos de estas victorias fueron exagerados y elaborados (y, algunos casos, duplicados), pero describen esencialmente acontecimientos históricos que encajan en esta imagen más amplia de una expansión romana. Mientras el papel de Camilo ciertamente fue exagerado, la frecuencia con que aparece revela la importancia política que tenía para Roma en la época.
Oakley considera que los relatos de una victoria romana contra los etruscos en 389 a. C. son históricos, aunque todos los detalles más allá del hecho puro de que Sutri fue liberada con éxito probablemente fueron inventados. Con excepción del pago del oro a las matronas, la descripción de Livio del triunfo de Camilo en 389 a. C. pudo haber sido basada en informaciones veridicas, lo que ayudaría a confirmar la guerra en 389 a. C. También cree que la campaña de 386 a. C. puede ser también histórica, aunque con algunos detalles trasplantados de 389 a. C. Una gran victoria de Camilo en este año explicaría por qué ninguna otra guerra fue relatada en la frontera romano-etrusca hasta 358 a. C.
Forsythe adopta una postura más escéptica y cree que sólo las tres cuencas de oro dedicadas por Camilo a Juno son históricas. A partir de esto, los escritores antiguos habrían inventado una serie de victorias relámpago contra los enemigos tradicionales de Roma en la época de Camilo, los etruscos, los équos y los volcanes, y las fecharon al año siguiente al saqueo galo, una época en la que Roma supuestamente , que se encuentra rodeada por enemigos de todos los lados.
El relato de Livio de la captura de Cortuosa y Contenebra en 388 a. C. recibió mucho menos escepticismo que las campañas de 389 a. C. y 386 a. C. Ningún otro registro de estas dos ciudades sobrevivió y no se sabe dónde quedaban. Como no habría incentivo para los escritores antiguos inventar la captura de pueblos oscuros, los historiadores modernos tienden a considerar que la mención de estos lugares, desconocidos, como habiendo sido basada en registros genuinos. Las excavaciones en la moderna ciudad de San Giovenale, cerca de Tarquinia, revelaron un asentamiento fundado alrededor del 650 a. C. y destruido a principios del siglo IV a. C. Aunque la identificación del lugar como Cortuosa o Contenebra no puede ser confirmada, es razonable atribuir su destrucción la campaña descrita por Livio en 388 a. C.

## Guerra contra Tarquinia, Falerii y Caere entre 359 y 351a.C.

### La visión clásica

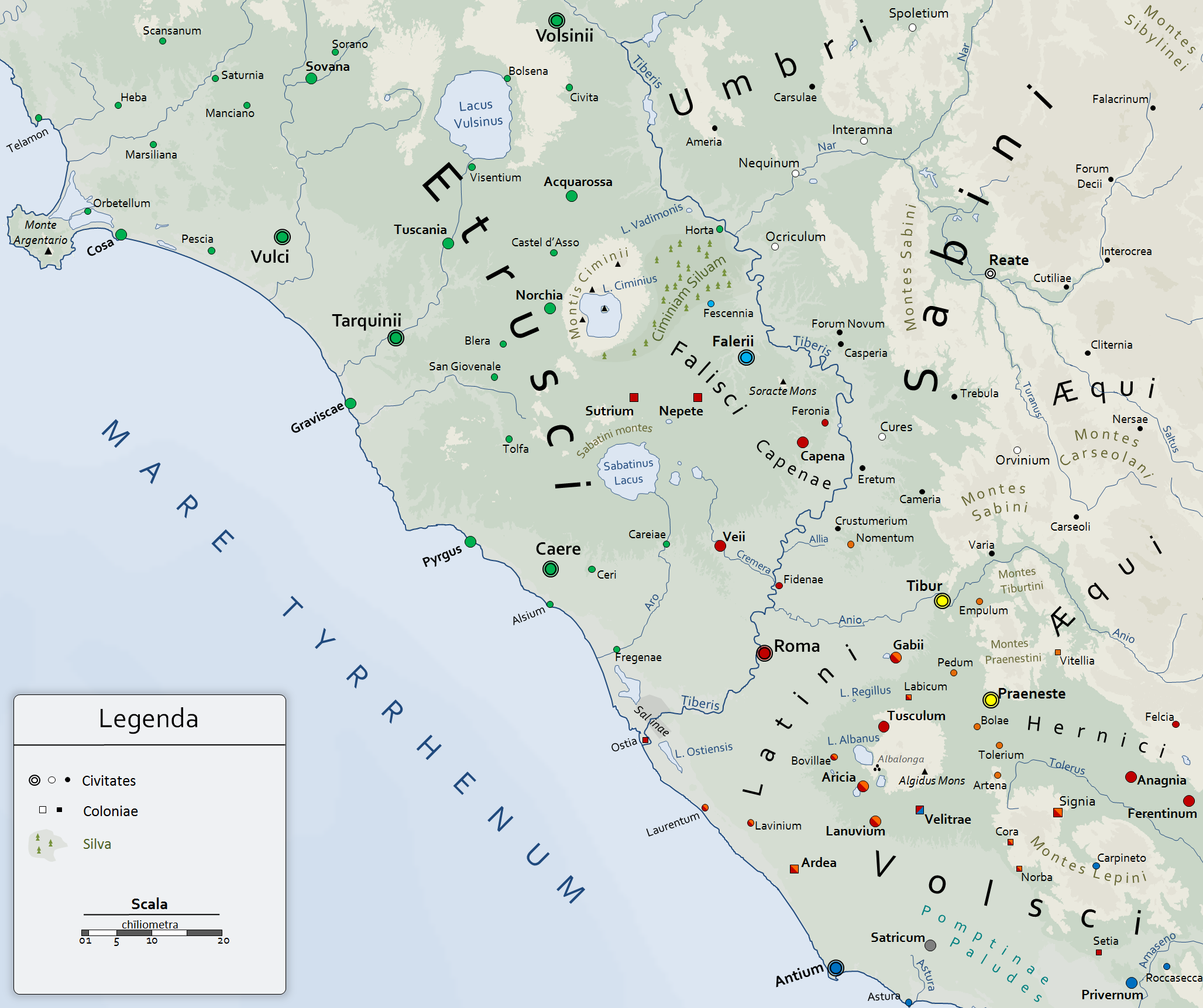
Mapa de las campañas romano-etruscas de la década del 350 a. C.

Lívio escribe que, en el 358 a. C., que Roma declaró la guerra contra Tarquinia después de que fuerzas de esta ciudad atacar el territorio romano. El cónsul Caio Fabio Ambusto fue nombrado para liderar la campaña. Pero los tarquinenses derrotaron a Fábio y sacrificaron a 307 prisioneros de guerra romanos. Al año siguiente, Roma también declaró la guerra contra los faliscos, que habían luchado con los tarquinenses y se rehusaron a entregar los desertores romanos que huyeron a su capital, Falerii, después de la derrota.
Esta campaña fue entregada a los cuidados del cónsul Cneo Manlio Capitolino, que logró nada más que reunir a su ejército en un campamento cerca de Sutri y, en asamblea, pasar una ley tributando la manumisión de los esclavos. Preocupados por el precedente que podría crearse, los tribunos de la plebe transformaron en pena capital la reunión de una asamblea fuera del lugar habitual. Diodoro Sículo añade que nada de importante ocurrió durante la guerra contra los falcos, excepto raids y saqueos.
Según Livio, en 356 a. C., el cónsul Marco Fabio Ambusto comandó a los romanos contra los habitantes de Falerii y Tarquinia. El ejército etrusco contaba con sacerdotes con serpientes y antorchas y, al principio, la visión de ellos hizo que muchos romanos huyeran de vuelta a sus trincheras, pero el cónsul los obligó a reanudar sus posiciones. Los etruscos fueron derrotados y su campamento, capturado, lo que hizo que toda la Etruria se levantara, bajo el mando de tarquinios y faleris, para marchar contra las salinas romanas. Poco a poco, los romanos nombraron a Gai Marci Rutil como dictador, la primera vez que un plebeyo asumió el puesto. Marcio cruzó el Tíber usando balsas y, después de capturar una banda de saqueadores etruscos, capturó un campamento enemigo de sorpresa y logró hacer 8.000 prisioneros después de matar o expulsar a los demás del territorio romano. El pueblo de Roma resolvió ofrecer a Marcio un triunfo, pero no fue confirmado por el Senado, una información confirmada por los Fasti triunfales, que relatan C. Marcius Rutilus, dictador, triunfó sobre los etruscos el 6 de mayo. Según Sículo, los etruscos saquearon todo el territorio romano, llegando hasta el Tíber antes de regresar a casa.
Según algunos escritores consultados por Livio, en el 355 a. C., el cónsul Caio Sulpicio Pético habría atacado el territorio de Tarquinia, pero otros escribieron que él comandó, con su compañero, Marco Valerio Publícola, una campaña contra los tiburtinos. Al año siguiente, los romanos forzaron a los tarquinenses a rendirse después de matar a un gran número de ellos en combate. Los prisioneros fueron ejecutados, a excepción de 358 nobles, que fueron enviados a Roma para ser flagelados y decapitados en el Foro Romano en represalia a los romanos sacrificados por los tarquinenses en el 358 a. C. Según Diodoro Sículo, sólo 260 fueron sacrificados en el Foro.
Lívio es la única fuente para los años finales de la guerra. En 353 a. C., llegaron rumores a Roma que el pueblo de Caere se había aliado a Tarquinia. Las noticias se confirmaron cuando el cónsul Cayo Sulpicio Pético, que estaba arrasando el territorio tarquinense, relató que las salinas romanas habían sido atacadas. Parte del saqueo fue enviada a Caere y, sin duda, algunos de los atacantes eran de allí. Por eso, los romanos nombraron a Tito Manlio Imperioso Torcuato dictador y declaró la guerra. Los caerenses, arrepentidos de sus actos, enviaron embajadores a Roma para implorar por la paz. En cuanto a la antigua amistad entre las dos ciudades, el romano les concedió una tregua de cien años y se volvieron a los falcos, pero ningún ejército enemigo fue encontrado y el ejército romano regresó a casa después de arrasar el territorio de Falerii, pero sin tratar de tomar la ciudad.
En 352 a. C., de nuevo por rumores, esta vez sin base, de que las doce ciudades de Etruri se habían aliado contra Roma, los romanos decidieron nuevamente nombrar a un dictador. Cayo Julio Julo fue nombrado por los cónsules, que estaban en campaña y no en la ciudad, como era usual. Al año siguiente, el año final de la guerra, el cónsul Tito Quincio Penno Capitolino Crispino nuevamente realizó una campaña contra los falcos mientras su compañero, Cayo Sulpicio Pético, atacó a Tarquinia. No hubo ninguna batalla, pero los falagos y los tarquinenses, cansados de la guerra y con sus territorios destruidos por la guerra, pidieron la paz. Los romanos concedieron a los dos cuarenta años de tregua.

### Interpretaciones modernas

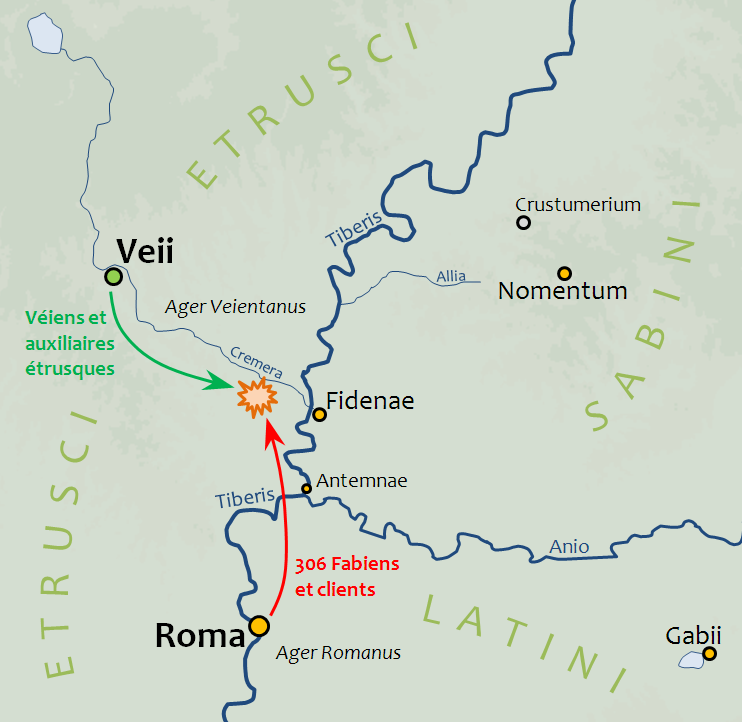
Mapa de la posible localización de la Batalla del Crémera

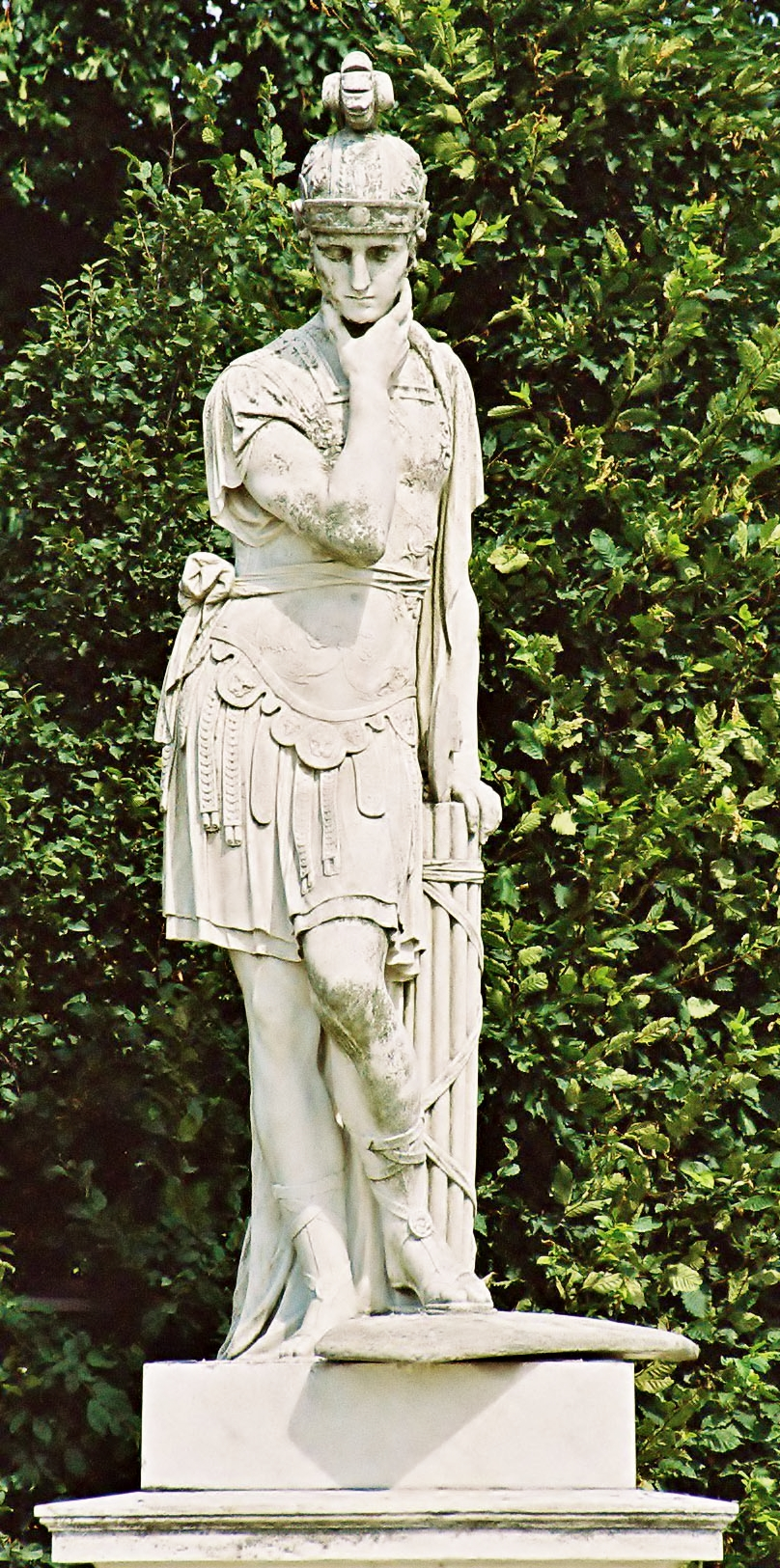
Escultura de Fabius Cunctator

Los historiadores modernos aceptan como histórica la narración básica de la guerra, pero la veracidad de muchos eventos individuales ha sido disputada. Livio, afirma que una agresión por los enemigos de Roma habría sido el casus belli, lo que, en este caso, puede ser verdad. En la época Roma ya estaba involucrada en una guerra muy seria contra Tibur y los invasores galos. Los objetivos de Tarquinia en la guerra eran agresivos: retirar el control del bajo Tíber de Roma. Cere aparece en esta narración como subserviente a Tarquinia. Los fallos pueden haber tenido como objetivo recuperar los territorios perdidos para Roma cuarenta años antes.
Algunos estudiosos consideran que el sacrificio de 307 prisioneros de guerra como otra versión de la legendaria Batalla del Crémera, en la que 306 hombres de los habitantes de Fabii habrían sido asesinados en la guerra contra los etruscos. Otros autores compararon el relato con representaciones de gladiadores y ejecuciones de prisioneros en el arte etrusco. Los sacerdotes con serpientes y antorchas pueden ser invenciones, pero también pueden ser algún rito mágico etrusco que Livio y sus fuentes no comprendieron.
Mientras que Beloch rechaza completamente la dictadura de Cayo Marcio Rútilo, Oakley cree que es improbable que la primera dictadura plebeya haya sido una invención. Los historiadores romanos parecen haber inventado muchos relatos de bajas, pero también parecen haber tenido acceso a registros oficiales del siglo IV a. C. de enemigos asesinados y capturados. El relato de los 8.000 etruscos asesinados en el 356 a. C. puede, de la misma forma, tener origen en estos registros antiguos. Sin embargo, estas cifras son notoriamente propensas a exageraciones, tanto por los comandantes como por los historiadores. Forsythe propuso esta campaña en el contexto de la fundación de Ostia, el puerto marítimo de Roma. La historia tradicionalmente atribuye la fundación de la ciudad al cuarto rey, Anco Marcio (640-616 a. C.), pero los más antiguos hallazgos arqueológicos en el lugar son de mediados del siglo IV a. C. Proteger la costa y la desembocadura del Tíber de ataques tarquinenses daría un excelente motivo para la fundación de una colonia en el lugar y los historiadores antiguos pudieron haber confundido al dictador Marcio Rútilo con el rey Anco Marcio.
La flagelación seguida de decapitación era una práctica romana común y este detalle puede ser sólo una invención plausible por un analista posterior. Algunos historiadores creen que Caere se convirtió en una civitas sine suffragio en el 353 a. C., una teoría rechazada por Oakley, que cree que esto ocurrió sólo entre 274-273 a. C. Cayo Julio Julo, dictador en el 352 a. C., se desconoce por completo y esto, además de algunas peculiaridades de su nombramiento puede dar fe de la veracidad de su dictadura. Las treguas limitadas temporalmente ya no se utilizaban en el período final de la República Romana y es improbable que se hayan inventado, lo que proporciona una fecha segura para el final de esta guerra. Como siempre, Livio retrata a Roma victoriosa, pero con la guerra dominada por incursiones y sin registros de ninguna ciudad atacada, es posible que haya sido una guerra bastante limitada. Roma ciertamente todavía no estaba, en esta época, lista para dominar a Etruriria.

## Últimos años de la independencia etrusca (311-283a.C.)
Por dos siglos, los etruscos, por iniciativa de una u otra ciudad, resistieron al expansionismo romano, que a menudo se revelaba en la quiebra de pactos anteriores, como fue el caso del ataque a los volscos (Orvieto), cuando los romanos interrumpieron una tregua que, era para ser por décadas pocos años después de estipulada. En la década del 310 a. C., Quinto Fabio Máximo Ruliano derrotó a los etruscos en la Batalla del Lago Vadimón y en la Batalla de Perugia.
En el 295 a. C., aliados a los úbios y los samnitas, los etruscos fueron derrotados por los romanos en la Batalla de Sentino. En el 283 a. C., atendiendo a un pedido de los galos bios después de la derrota de los señores el año anterior, los etruscos fueron nuevamente derrotados nuevamente en el Lago Vadimo.
En el transcurso de unas pocas décadas, estaban subyugadas a Roma las ciudades de la moderna región del Lacio, que se aliaron a Roma tras el ataque de los cartagineses liderados por Aníbal. Incluso las ciudades que se anexionaron al territorio romano antes del inicio del siglo I a. C. con un status particular, después de la Guerra Social (91-88 a. C.), todas perdieron la autonomía y recibieron la ciudadanía romana por Lex Julia del 89 a. C..

## Consecuencias
A partir del final de la era republicana (principios del siglo I a. C.), la romanización de Etruria ya estaba prácticamente completada. En el 89 a. C., los etruscos y las colonias latinas obtuvieron la ciudadanía romana, pero el período subsiguiente fue marcado por graves acontecimientos militares: Talamone fue destruida definitivamente y su puerto, localizado probablemente en Roselle o Ventulonia, y la destrucción de Populônia está registrada en las fuentes . Los cambios relatados en el territorio fueron marcados principalmente por la ruina de los pequeños propietarios y de los asentamientos rurales en favor de las grandes villas de los ricos romanos.[cita requerida]
Roma fue, al final, la victoriosa de las guerras romano-etruscas. Los etruscos fueron asimilados en la cultura romana y Roma se convirtió en una de las grandes potencias del Mediterráneo, junto a los griegos y cartagineses. La lengua etrusca ha sobrevivido por más de 300 años. Más tarde, en la época del emperador romano Augusto, se constituyó la región VII, conocida como Regio VII Etruria, una de las once de las regiones de la Italia romana.[cita requerida]